# Olivo de la Bruja
Olivo de la Bruja (Olivo della strega en italiano) es un olivo secular ubicado en la Toscana, del municipio de Magliano in Toscana, Provincia de Grosseto (Italia), en el gran olivar adyacente a la Iglesia de la Santísima Anunciación (Chiesa della Santissima Annunziata en italiano).

## Descripción
Es uno de los olivos más viejos de Italia, y tal vez de Europa. Su edad supera los 3000 años de edad. Fue plantado en época de los etruscos.
Del viejo olivo solo queda un tronco rugoso y estropeado, pero aún vivaz, con un vástago fructífero. Lo acompañan otros olivos, muchos de ellos milenarios.
En su tronco se podían distinguir perfectamente en la parte superior, sobre una rama central, la cara con cicatrices de un hombre o de una vieja y, a lo largo del tronco, la figura de un felino que parecía estar trepando. Junto a la cabeza del felino, se apreciaba el perfil de una mujer de pelo largo. Eran figuras más evidentes al atardecer, cuando la luz de la puesta de sol las hacían más evidentes, a estas y a otras imágenes que se formaban sobre el tronco retorcido y sobre las ramas más viejas. De estas imágenes existen fotografías.
El nombre de 'Olivo de la Bruja' que dio lugar a leyendas se debe a esas figuras que se podían ver sobre el tronco rugoso, retorcido y esculpido por el viento y la intemperie, y en algunas ramas.
Hay varias leyendas en torno a este árbol, entre otras:
- Auguri y Aruspici habrían oficiado sus ritos bajo sus ramas.
- Existía la creencia de que era mágico porque las ramas de la copa del árbol serían capaces de producir judías sin ningún tipo de injerto.
- Brujas y brujos habrían tenido allí sus aquelarres.
- La leyenda más difundida es la que narra que una bruja, todos los viernes, durante sus ritos sabáticos, danzaba en torno al olivo obligando así a la planta a retorcerse hasta asumir la forma actual. Al final del rito, la propia bruja se transformaba en un gato enorme con ojos de fuego y se quedaba para velar al árbol toda la noche.

Los datos históricos nos hablan de cuando sus medidas eran extraordinarias.
En 1839 Repetti escribía: "Su base de tenía una circunferencia de 30 pies"
En 1844 Dennis, buscando Vetulonia, viene a dar en esta zona, ve el maravilloso árbol y escribe que tenía una circunferencia de 10 metros.
En el siglo XX consta su tamaño era tal que podía albergar bajo sus ramas a la Banda Municipal del pueblo, 40 músicos y el director.
Más tarde, en la posguerra italiana, le cayó un rayo y de él se hicieron carretadas de leña.
El viejo tronco es actualmente un monumento (Árbol Monumental de la Toscana) que se está resquebrajando por la caries olivar y por la desidia humana. Lo único que se ha hecho es un recinto para evitar la recogida de 'recuerdos'.

## Premio
Existe un premio en la Toscana denominado "Premio Olivo della Strega". Premia la calidad del aceite de oliva obtenido en la provincia de Grosseto por empresas agrícolas y agrarias locales. Se repite para cada añada olivícola. Tiene tres categorías, aceite ligero, medio e intenso.